# Raymond Dutcher
Raymond Woodruff Dutcher (ur. 2 lutego 1885 w Elizabeth, zm. 8 października 1975 w Ridgewood) – szermierz, szpadzista reprezentujący Stany Zjednoczone, uczestnik letnich igrzysk olimpijskich w Antwerpii w 1920 roku. 